# Nembo (cacciatorpediniere 1927)
Il Nembo è stato un cacciatorpediniere della Regia Marina.

## Storia
Nel 1929 il Nembo costituiva, insieme ai gemelli Turbine, Euro e Aquilone, la II Squadriglia della 1ª Flottiglia della I Divisione Siluranti, inquadrata nella 1ª Squadra navale, con base a La Spezia. Negli anni compresi tra il 1929 e il 1932 il cacciatorpediniere prese parte ad alcune crociere in Mediterraneo.

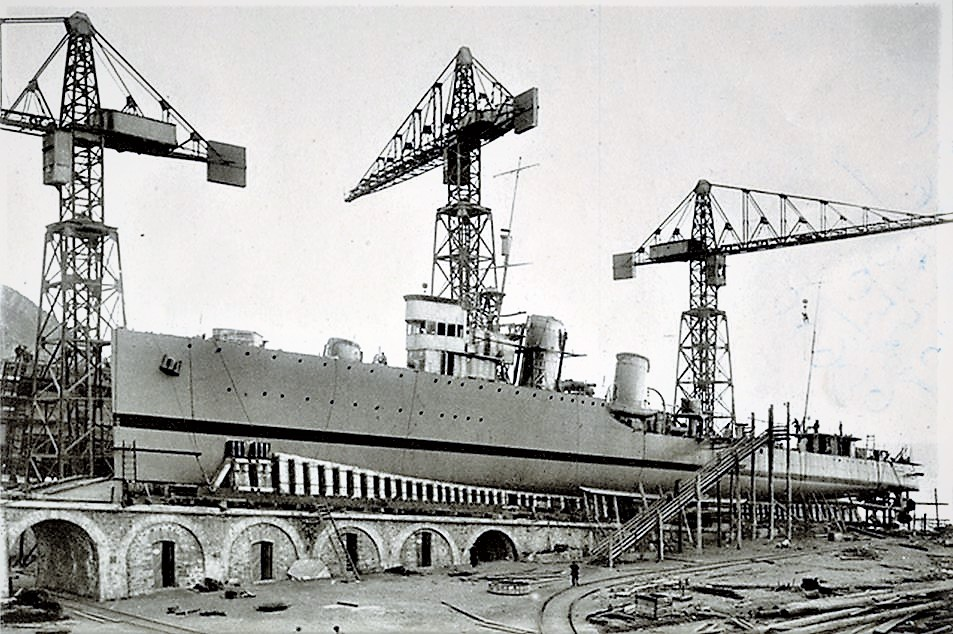
Il Nembo in costruzione nei cantieri di Riva Trigoso

Nel 1931 il Nembo, unitamente ai gemelli Zeffiro, Espero ed Euro e all'esploratore Ancona, nonché a due flottiglie di cacciatorpediniere (composte rispettivamente da un esploratore e sei cacciatorpediniere e da un esploratore e quattro cacciatorpediniere), formava la II Divisione della 1ª Squadra.
Nel 1932 il cacciatorpediniere fu tra le prime unità della Regia Marina a ricevere una centralina di tiro di tipo «Galileo-Bergamini», progettata dall'allora capitano di vascello Carlo Bergamini (di cui il Nembo era nave di bandiera, come caposquadriglia della I Squadriglia Cacciatorpediniere). Non si trattò dell'unica modifica che la nave subì nei primi anni di servizio: l'armamento contraereo venne infatti incrementato con l'imbarco di una mitragliera binata da 13,2/76 mm e le sistemazioni di bordo vennero migliorate. Sotto il comando di Bergamini, dal 25 marzo al 15 settembre 1932, la I Squadriglia, composta da Nembo, Aquilone, Turbine ed Euro, venne sottoposta a un intenso periodo di addestramento con le nuove centrali di tiro, che portò a formare equipaggi altamente qualificati e alla decisione di dotare molte altre navi della Regia Marina delle centraline «Galileo-Bergamini».
Nel 1934 il Nembo, insieme a Turbine, Aquilone ed Euro, costituiva la VIII Squadriglia Cacciatorpediniere, assegnata, insieme alla IV (composta dalle altre quattro unità della classe Turbine), alla II Divisione navale (incrociatori pesanti Fiume e Gorizia). Nel corso dello stesso anno la nave fu temporaneamente dislocata in Mar Rosso insieme al capoclasse Turbine.
Nel 1936-1938 la nave partecipò alla guerra di Spagna, operando a contrasto del contrabbando di rifornimenti per le truppe spagnole repubblicane. Nel novembre 1937 l'unità fu sottoposta a lavori nei cantieri di Napoli.
All'ingresso dell'Italia nella seconda guerra mondiale il Nembo apparteneva, insieme ai gemelli Turbine, Euro e Aquilone, alla I Squadriglia Cacciatorpediniere, avente base a Tobruk, dov'era stata dislocata nel marzo 1940. Le unità della classe Turbine, in considerazione della loro anzianità e della loro velocità, ridottasi, a causa dell'intenso servizio negli anni trenta, da 33-36 a 31 nodi, vennero giudicate ormai inadeguate all'impiego con la squadra navale, e, considerate unità spendibili, furono pertanto dislocate in Libia: la I Squadriglia dipendeva operativamente da Marina Tobruk.

Il Nembo in navigazione

Immediatamente dopo l'entrata in guerra il Nembo venne adibito a compiti di scorta convogli, ma ebbe il tempo di svolgere solo una missione. Tra il 6 giugno e il 10 luglio le quattro unità della I Squadriglia, insieme al posamine ausiliario Barletta, effettuarono la posa in acque libiche (specialmente attorno a Tobruk) di 14 campi minati, per complessive 540 mine.
Nella notte tra il 14 e il 15 giugno 1940 il Nembo, al comando del capitano di corvetta Emanuele Marzio Ventura Messia De Prado (che sarebbe rimasto al comando dell'unità sino alla sua perdita), prese parte al bombardamento navale, effettuato tra le 3:49 e le 4:05 insieme al Turbine e all'Aquilone, delle posizioni britanniche a Sollum. Nel corso dell'attacco furono sparati complessivamente 220 proiettili da 120 mm.
Il 17 giugno il cacciatorpediniere venne infruttuosamente attaccato dal sommergibile HMS Parthian nelle acque di Tobruk.
Il 26 giugno l'unità partecipò a un secondo bombardamento navale di Sollum. Tali attacchi erano intesi a indebolire le difese britanniche in tale zona prima dell'offensiva italiana che si sarebbe dovuta tenere di lì a poco.
Il 19 luglio 1940 il Nembo si trovava a Tobruk, ormeggiato alla boa C3, sul lato meridionale della baia, a proravia del gemello Ostro, che era ormeggiato alla boa C4. A bordo del cacciatorpediniere, così come delle altre unità militari, vigevano i servizi di difesa e di sicurezza: le mitragliere da 40/39 e da 13,2 mm erano armate e pronte al fuoco, i locali presidiati e portelleria e porte stagne chiuse. Si trattava delle procedure regolamentari per gli attacchi aerei all'ormeggio. Il personale non necessario a tali servizi era stato trasferito sui piroscafi Sabbia e Liguria. Due settimane prima, durante un'incursione da parte di aerosiluranti Fairey Swordfish effettuata il 5 luglio, erano stati affondati il cacciatorpediniere Zeffiro e il piroscafo Manzoni e danneggiati gravemente il cacciatorpediniere Euro e i piroscafi Liguria e Serenitas (il Nembo, che si trovava ormeggiato nella medesima posizione alla boa C3, non era invece stato attaccato).

Alle 21:54 del 19 luglio la base libica fu messa in allarme in seguito all'arrivo di sei aerosiluranti Fairey Swordfish dell'824th Squadron della Fleet Air Arm, decollati da Sidi el Barrani: i velivoli erano stati inviati sulla base con lo specifico scopo di attaccare le navi ormeggiate in rada e giunsero sui cieli della base alle 22:30. Dopo aver dovuto compiere diversi passaggi sulla rada per evitare il forte tiro contraereo delle difese di terra, per localizzare i bersagli e per prepararsi ad attaccare, gli aerosiluranti passarono all'attacco verso l'1:30 del 20 luglio, mentre anche le navi all'ormeggio aprivano il fuoco con le rispettive armi contraeree. L'incrociatore corazzato San Giorgio aprì il fuoco verso sud con alzo molto ridotto, spostando celermente il tiro verso ovest, e a bordo del Nembo ciò fece comprendere che era in corso un attacco di aerosiluranti. 

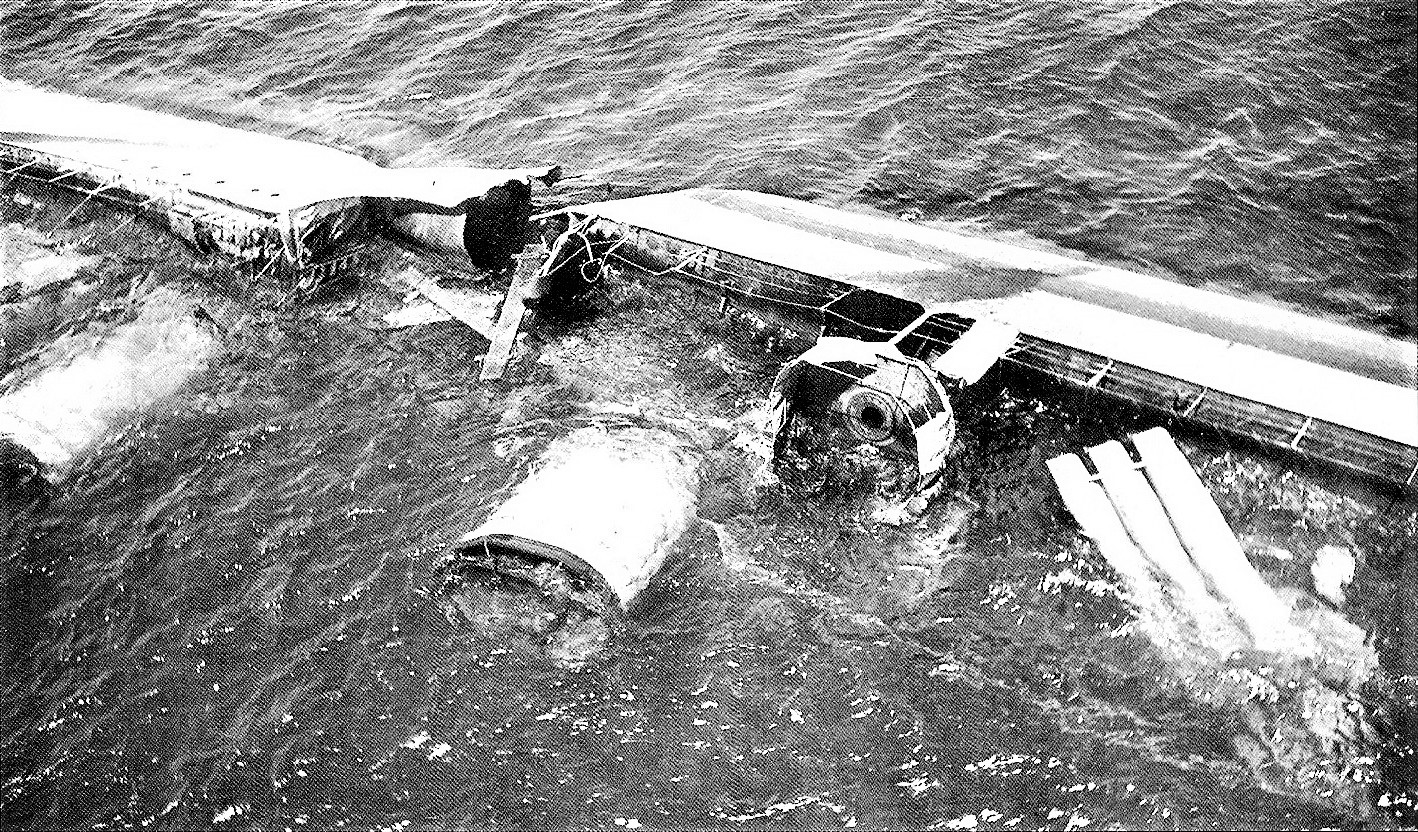
Il relitto del Nembo nella rada di Tobruk, nel luglio 1940. È chiaramente visibile lo squarcio provocato dall'esplosione del siluro

 La prima nave a essere silurata, all'1:32, fu il piroscafo Sereno, che affondò lentamente di poppa. All'1:34 fu colpito l'Ostro, che affondò in seguito alla deflagrazione di un deposito munizioni, lanciando schegge anche sul Nembo: mentre su quest'ultima unità si organizzavano i soccorsi da portare all'Ostro, anche il Nembo, all'1:37, fu raggiunto da un siluro, sganciato dallo Swordfish del tenente di vascello E. S. Ashley, a centro nave, sul lato dritto, tra i locali delle caldaie 2 e 3. Il cacciatorpediniere sbandò fortemente sul lato opposto gettando in acqua numerosi uomini (il parapetto della mitragliera da 40/39 mm di sinistra fu sommerso quasi subito), toccò il fondale (profondo sette-otto metri), si abbatté sul fianco sinistro e affondò sui bassi fondali all'1:45. Parte della fiancata di dritta e dei fumaioli rimasero emergenti dall'acqua.
Le ricerche dei dispersi, iniziate prima ancora della conclusione dell'attacco, continuarono sino al mattino successivo. Dell'equipaggio del Nembo rimasero uccisi 25 uomini, mentre 4 restarono feriti. A contenere le perdite contribuì il fatto che parte degli equipaggi dei cacciatorpediniere fossero stati alloggiati non a bordo delle rispettive unità, ma sul Sabbia e sul Liguria.
In seguito all'affondamento, due medaglie d’argento al valor militare furono conferite ad altrettanti membri dell'equipaggio della nave: una, a vivente, al comandante De Prado, prodigatosi per salvare l'equipaggio, cedendo anche il proprio salvagente, e una al secondo capo cannoniere Luigi Brignolo, che, gravemente ferito nell'attacco, riportò l'amputazione dell'arto inferiore destro.
Le artiglierie del Nembo e dell'Ostro, rimosse dai relitti dei due cacciatorpediniere, vennero portate in postazioni di terra e utilizzate nella difesa di Bardia.

### Comandanti
Capitano di corvetta Emanuele Marzio Ventura Messia De Prado (nato a Marina di Pisa il 1º giugno 1905) (10 giugno - 20 luglio 1940)

## Galleria d'immagini

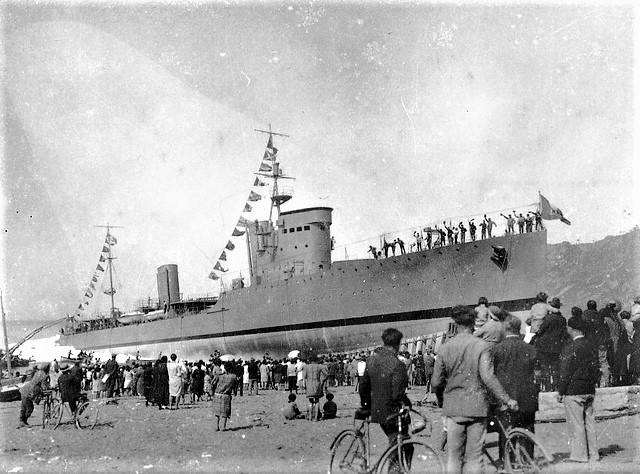
Il varo del cacciatorpediniere, il 27 gennaio 1927
Il Nembo fotografato negli anni trenta
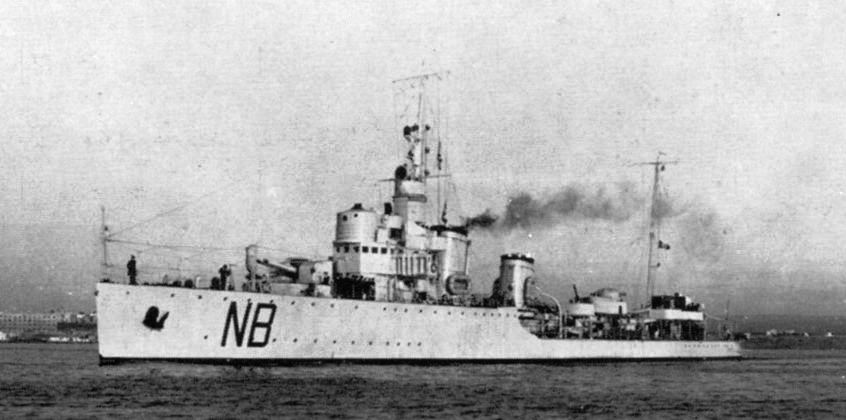
La nave dopo l'aggiunta della centrale di tiro